# Fadenparadiesvogel
Der Fadenparadiesvogel (Seleucidis melanoleucus), auch Zwölffädiger Paradiesvogel oder Fadenhopf genannt, ist eine Vogelart aus der Familie der Paradiesvögel (Paradisaeidae). Er ist der einzige Vertreter der monotypischen Gattung Seleucidis und kommt ausschließlich auf Neuguinea und Salawati vor. Unter den Paradiesvögeln zählt die Art zu denen mit dem auffälligsten Geschlechtsdimorphismus. Männchen und Weibchen teilen nahezu kein Merkmal des Gefieders.
Die Bestandssituation des Fadenparadiesvogels wird von der IUCN als ungefährdet (least concern) eingestuft.

## Merkmale

### Körperbau und -maße

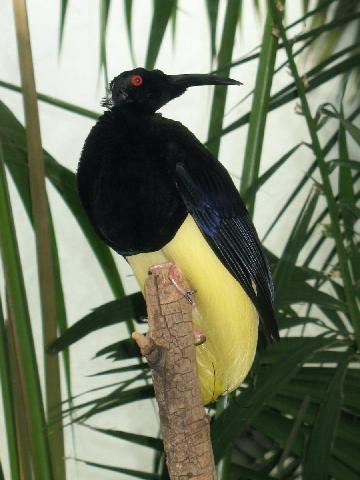
Fadenparadiesvogel in Gefangenschaftshaltung

Die Männchen des Fadenparadiesvogels erreichen eine Körperlänge von 33 Zentimeter, die Weibchen dagegen sind mit einer Körperlänge von 35 Zentimeter geringfügig größer als die Männchen, was auf ihr etwas längeres Schwanzgefieder zurückgeht. Die Flügellänge beträgt bei den Männchen 16,7 bis 18,5 Zentimeter, bei den Weibchen dagegen 15,8 bis 17,1 Zentimeter. Das Schwanzgefieder ist bei den Männchen zwischen 6,2 und 8,6 Zentimeter lang, bei den Weibchen misst es 10,2 bis 11,3 Zentimeter. Er ist damit verglichen zu anderen Arten der Paradiesvögel vergleichsweise kurz. Das Schwanzgefieder ist nicht gestuft, sondern endet in einer geraden Linie. Das mittlere Steuerfederpaar ist etwas kürzer als das übrige Schwanzgefieder. Die Flügel sind lang, die äußersten Handschwingen sind leicht nach innen geneigt und laufen beim Weibchen spitz aus.
Der Schnabel ist lang, gerade und sehr schmal. Er erinnert in seiner Form an die der Reifelvögel, einer der Gattungen der Paradiesvögel, ist aber weniger stark gebogen. Er hat insgesamt die zweifache Länge des Kopfes und misst bei den Männchen zwischen 6,5 und 7,5 Zentimeter. Bei den Weibchen ist er mit 5,7 bis 6,9 Zentimeter etwas kürzer. Die Zunge ist lang und sehr beweglich. Die Füße sind kräftig und haben bei beiden Geschlechtern lange, gebogene und graue Krallen, die auffällig mit den ansonsten korallenfarbenen Füßen und Beinen kontrastieren. Die Augen sind rot.
Männchen wiegen 190 bis 217 Gramm, die Weibchen dagegen 186 bis 188 Gramm.

### Männchen
Das Männchen hat einen samtschwarzen Kopf, der je nach Lichteinfall matt kupfergrün bis violett schimmert. Der violette Schimmer ist insbesondere auf dem Scheitel ausgeprägt. Vom Mantel bis zu den Oberschwanzdecken sowie den kleinen Flügeldecken ist das Gefieder samtschwarz mit einem ölig grünlichem Schimmer. Die großen und mittleren Flügeldecken sowie die Oberseite des Schwanzgefieders schimmern je nach Lichteinfall intensiv dunkelviolett bis magentafarben. Die Handschwingen sind schwarz.
Das Kinn, die Kehle und die Brust sind samtschwarz und können bei bestimmten Lichtverhältnissen leicht gelblich-grün schimmern. Die Federn am unteren Ende der Brust sind leicht verlängert und haben intensiv smaragdgrün schimmernde Spitzen. Die Federbasis schimmert violett, was jedoch aufgrund der überlappenden Federn selten auszumachen ist. Sie können zu einem Kragen aufgestellt werden.
Die übrige Körperunterseite inklusive der seidenartig verlängerten und leicht nach innen gebogenen Flankenfedern sind intensiv gelb gefiedert. Auf jeder Körperseite sind sechs Flankenfedern auffällig verlängert: Ihre an der Basis weißen Federschäfte gehen in fadenförmige schwarze Schäfte über, die die Flankenfedern weit überragen und nach außen gebogen sind. An dem Ende sind diese fadenförmigen Federschäfte wieder weiß. Die feinen Enden dieser Schäfte umrahmen spiralförmig das Körperende. Lediglich bei fliegenden Männchen sind diese Schmuckfedern gerade und entsprechen dann etwa zwei Drittel der Körperlänge.
Der Schnabel ist glänzend schwarz. Das Schnabelinnere ist grünlich.
Bei den in Museen aufbewahrten Typusexemplaren weist das Flankengefieder nicht mehr den intensiven Gelbton auf. Es verblasst nach dem Tod des Vogels sofort zu einem weißlichen Ton. Das Artepitheton melanoleuca weist darauf hin. Es bedeutet schwarz und weiß. In Gefangenschaft gehaltene männliche Fadenparadiesvögel benötigen eine gelegentliche Fütterung mit Papayas, um ihr gelbes Flankengefieder zu behalten.

### Weibchen

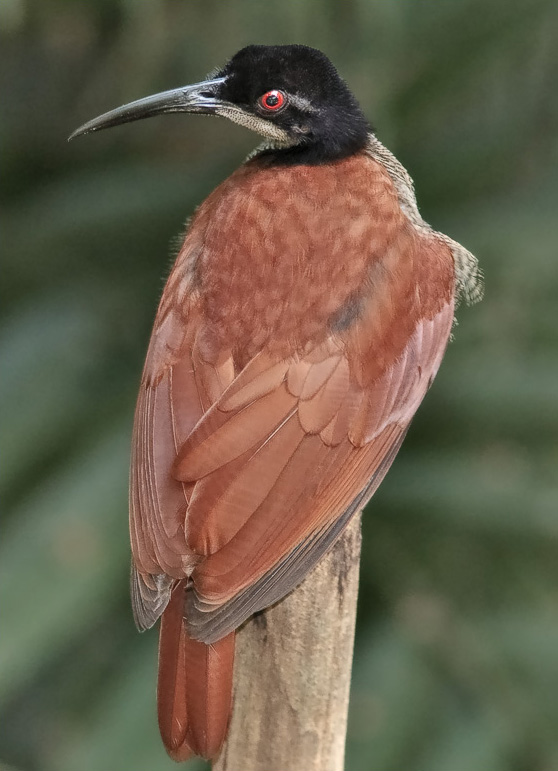
Weibchen des Fadenparadiesvogels

Wie bei nahezu allen Paradiesvögeln der Unterfamilie der Eigentlichen Paradiesvögel ist das Weibchen bräunlich gefiedert. Auf Grund der korallenfarbenen Beine sowie dem Fehlen eines Überaugenstreifs oder Bartstreifs sind sie mit kaum einem anderen Weibchen zu verwechseln.
Die Weibchen haben einen fußschwarzen Oberkopf und oberen Mantel. Auch bei ihnen glänzt das Gefieder bei bestimmten Lichteinfall violett. Die übrige Körperoberseite ist kastanienbraun. Die Region des Bartstreifens sowie die Region von der Kehle bis zur Vorderbrust ist weißgrau und weist zunächst kleine Fleckchen, dann eine feine schwarze Querzeichnung auf. Die übrige Körperunterseite ist blass rotbraun mit einem etwas intensiveren Zimtton auf der Brust, den Flanken, dem Bürzeln und den Unterschwanzdecken. Auch hier ist das Gefieder fein und gleichmäßig schwarz quergebändert. Die Unterseite des Schwanzesist zimtbraun.
Die Beine und Füße sind von einem etwas matteren korallenrosa als bei den Männchen. Der Schnabel ist grau, die Augen wie beim Männchen rötlich.

### Subadulte
Jungvögel gleichen zunächst dem Weibchen. Subadulte Männchen brauchen mehrere Jahre, bis sie das Gefieder eines ausgewachsenen Männchens aufweisen. In dieser Übergangsphase haben sie zunächst ein Gefieder, das weitgehend dem Weibchen gleicht, aber schon einzelne Federn oder Körperpartien dem adulten Männchen gleichen. Sie haben danach zeitweise ein Gefieder, das teils dem Weibchen, teils dem Männchen entspricht und das sehr auffällig ist. Häufig entspricht der Kopf dem des adulten Männchen, das Brustgefieder weist noch zum Teil das Gefieder eines Weibchens auf, während Flügel, Schwanzgefieder und die untere Körperunterseite wiederum dem adulten Männchen entsprechen.
Die Übergangsphase zum männlichen Gefieder kann sehr lang sein: Die New York Zoological Society erhielt im August 1929 ein Männchen, das noch vollständig wie ein Weibchen gefiedert war. Erst Mitte 1934, wenn der Vogel mindestens fünf Jahre als war, begann es einzelne Federn des Männchens aufzuweisen. Das vollständige Gefieders eines Männchens entwickelte er während einer Mauser, die vom 20. März bis 25. Juni 1936 andauerte. Der Vogel war zu diesem Zeitpunkt mindestens sieben Jahre alt.
Jungvögel haben zunächst eine blassblauen Iris, die dann mit zunehmendem Alter zunächst gelb wird. Erst bei adulten Vögeln färbt sich die Iris dann allmählich in Rot um.

## Verbreitungsgebiet und Lebensraum
Der Fadenparadiesvogel ist eine auf Neuguinea weit verbreitete Art. Er fehlt lediglich im Nordosten von Papua-Neuguinea und auf der südöstlichen Halbinsel östlich von Port Moresby, weil dort die Küstenlinie sofort steil gebirgig ist. Der Fadenparadiesvogel kommt außerdem auf Salawati vor. Die Insel mit einer Fläche von 1623 km² ist eine der vier Hauptinseln des Archipels von Raja Ampat, das vor der Küste Westneuguineas (Indonesien) liegt. Salawati ist im Osten des Archipels direkt der Vogelkopfhalbinsel Neuguineas vorgelagert.

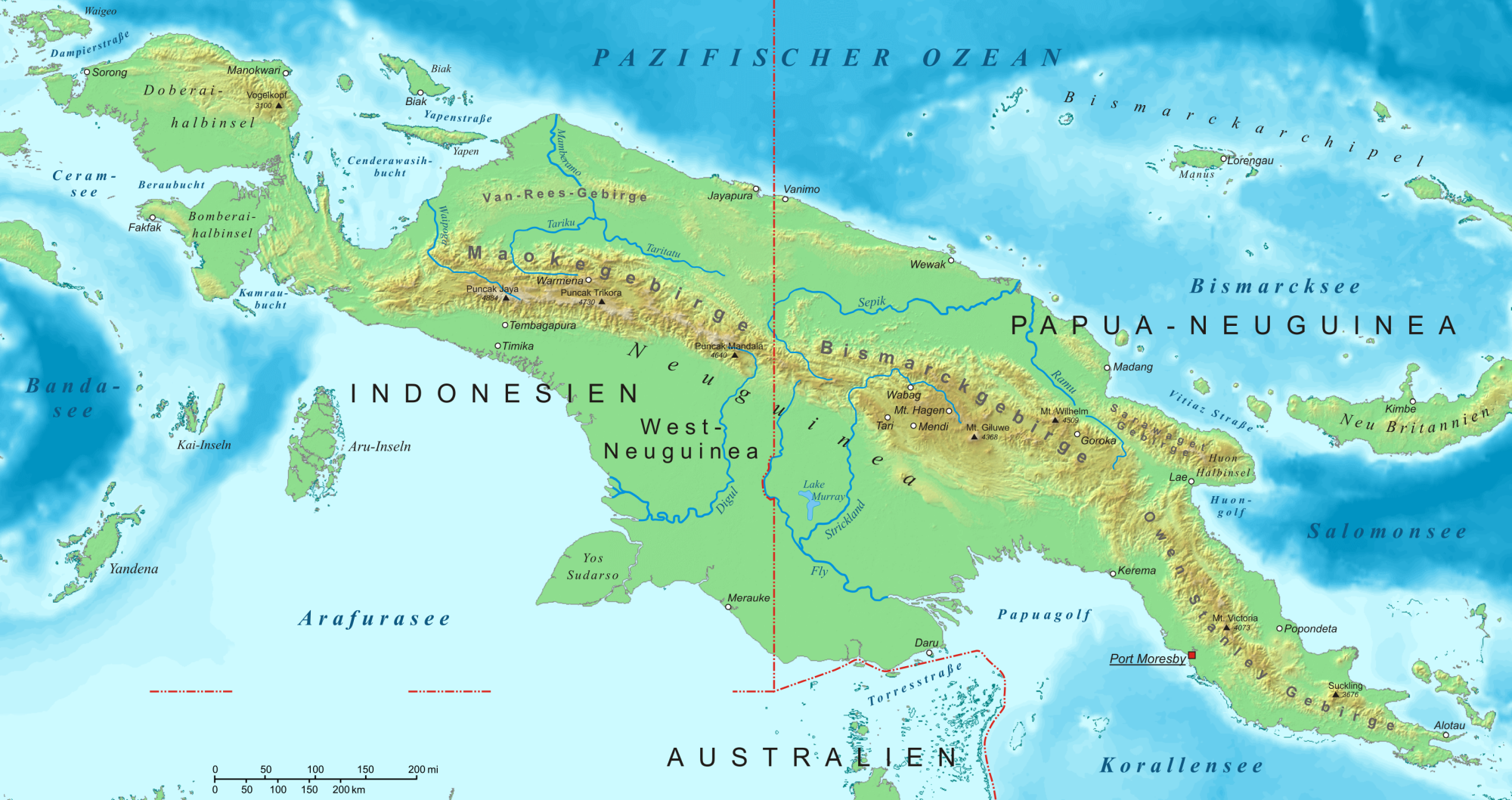
Neuguinea

In dem großen Verbreitungsgebiet werden zwei Unterarten unterschieden:
- S. m. melanoleucus (Daudin, 1800). Die Nominatform kommt auf Swalati sowie im Westen und Süden von Neuguinea vor. Sie kommt auf Neuguinea vom Vogelkop bis zur Wasserscheide des Mamberamo und im Süden bis Port Moresby vor.
- S. m. auripennis Schlüter, 1911. Diese Unterart besiedelt ein vergleichsweise kleines Verbreitungsgebiet im Norden von Neuguinea, das vom Mamberamo bis zum Raum reicht.

Der Fadenparadiesvogel besiedelt Regenwälder der Tiefebenen. Er kommt in der Regel nicht höher als 180 Höhenmeter vor. Der Fadenparadiesvogel ist besonders häufig in Sumpfwälder, die zeitweilig oder ganzjährig überflutet sind und in denen Schraubenbäume und Sagopalme dominieren. Dem Fadenparadiesvogel wird nachgesagt, dass er sich bevorzugt an den Waldrändern aufhält, die an Gewässer angrenzen. Frith und Beehler weisen jedoch darauf hin, dass dies ein Fehlschluss ist, da die Erkundung Neuguineas durch Europäer überwiegend Flüssen folgte und Fadenparadiesvögel vom Gewässern aus einfacher auszumachen sind.

## Allgemeine Lebensweise

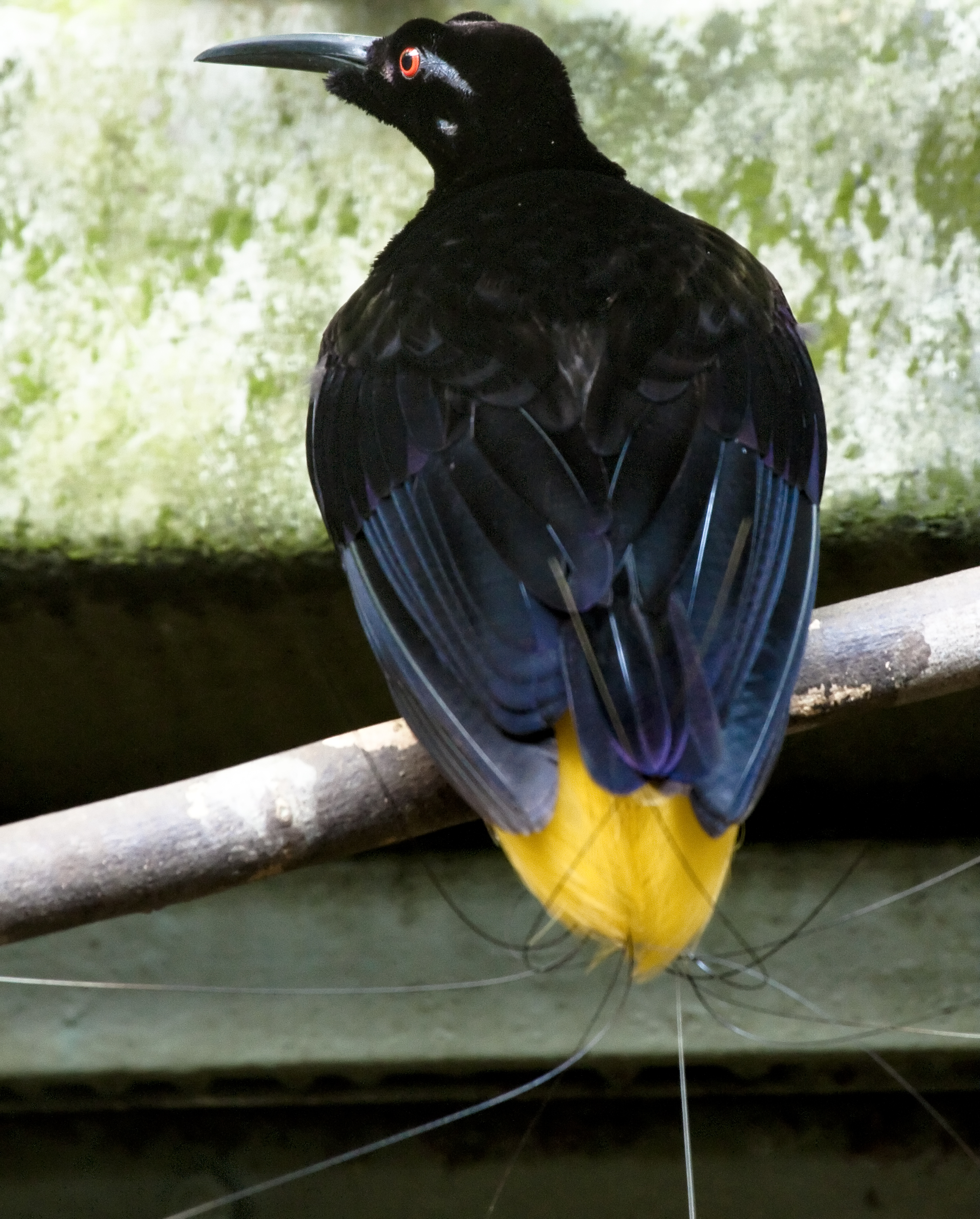
Männlicher Fadenparadiesvogel, die spiralförmig auseinanderlaufenden fadenförmigen Schmuckfedern sind erkennbar

Fadenparadiesvögel sind generell eher scheue Vögel. Auch die auffälligeren Männchen sind im Baumkronenbereich kaum auszumachen. Sie verraten ihre Anwesenheit vorwiegend durch ihre lauten Rufe. Fliegende Männchen dagegen fallen vor dem Hintergrund der grünen Waldvegetation durch ihre leuchtend gelben Flankenfedern vergleichsweise stark auf. Während des Fluges sind zwischen tss tss tss-Laute zu hören, die der Fadenparadiesvogel als Instrumentallaut mit den Flügeln erzeugt. Der Laut wird gelegentlich mit dem Gesang des Seidennektarvogels (Leptocoma sericea) verglichen.
Gelegentlich sind auch abseits der Balzplätze mehrere Männchen gemeinsam zu sehen. Fadenparadiesvögel nutzen während der Nacht traditionelle Ruheplätze.

## Nahrung
Die Nahrung des Fadenparadiesvogels besteht aus Früchten, Nektar und Insekten. Es wird vermutet, dass beide Nahrungsbestandteile eine gleich große Rolle spielen.
Zu den bevorzugten Früchten zählen die der Schraubenbäume. Ansonsten fressen sie wie andere Paradiesvögel ein großes Spektrum von Früchten. Sie durchsuchen im oberen Baumkronenbereich Rinde und Aufsitzerpflanzen nach Wirbellosen. Bei der Nahrungssuche schließen sie sich gelegentlich auch anderen Vogelarten an. Ihre kräftigen Füße und Krallen machen es ihnen möglich, sich während der Nahrungssuche auch kopfüber von Ästen hängen zu lassen, um so beispielsweise Astlöcher nach Insekten zu untersuchen. Größere Früchten halten sie gelegentlich mit dem Fuß fest, um sie mit dem Schnabel in Stücke zu reißen.
Während der Nahrungssuche sind sie gelegentlich mit Arten wie Braunschwanz-Paradieshopf, Kleiner Paradiesvogel, Prachtparadiesvogel, Goldmonarch (Carteronis chrysomela), Graubrust-Fächerschwanz (Rhipidura rufidorsa), Glanzspitzendrongo (Dicrurus bracteatus) und Aruschnäpper (Microeca flavovirescens) vergesellschaftet.

## Fortpflanzung
Die Männchen sind polygyn, das heißt, sie paaren sich mit einer möglichst großen Anzahl von Weibchen. Die Partner gehen nach der Paarung keine eheähnliche Gemeinschaft ein, sondern trennen sich danach sofort wieder. Die Männchen balzen gewöhnlich im Zeitraum von Juli bis Januar mit einem Höhepunkt in den Monaten von August bis Dezember. Eiablagen wurden in den Monaten Januar, Februar, Mai und im Zeitraum August bis Oktober beobachtet.

### Balzplatz

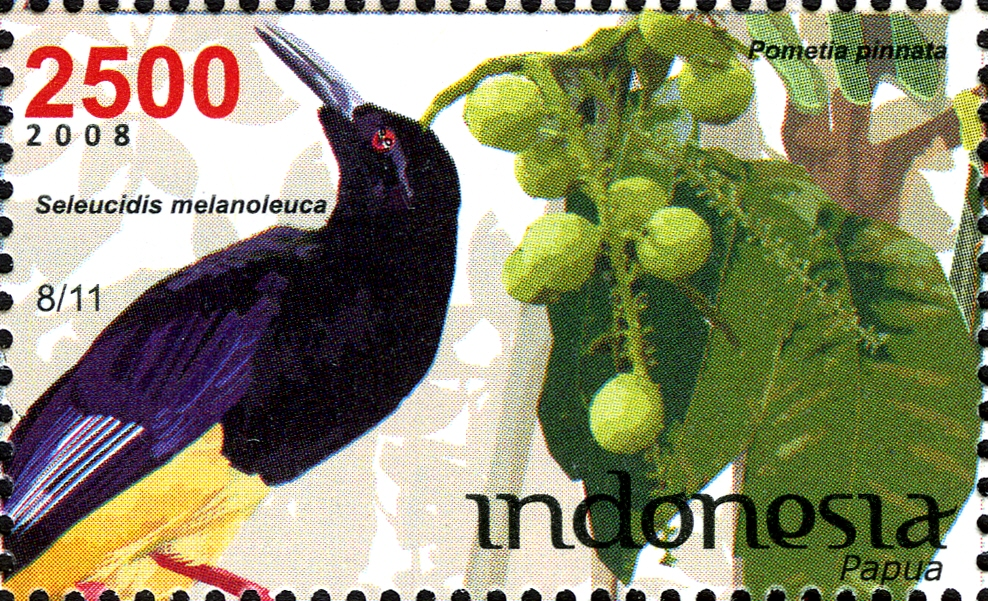
Indonesische Briefmarke mit der Darstellung eines Männchens.

Anders als bei den nah verwandten Eigentlichen Paradiesvögeln gibt es beim Fadenparadiesvogel keine Gruppenbalz, sondern die Männchen besetzen jeweils einen einzelnen Balzplatz. Der Abstand zwischen den einzelnen Balzplätzen beträgt im Schnitt 730 Meter. Einzelne Untersuchungen konnten auch nachweisen, dass Balzplätze zumindest gelegentlich über mehrere Jahre genutzt werden: Ein einzelner Balzplatz in der Elevara Range, Papua-Neuguinea war von 1986 bis 1996 jährlich in den Monaten von Juli bis August besetzt.
Das Männchen balzt auf abgestorbenen Baumstämmen, die weit über die übrige Vegetation hinausreichen. Keine andere Art der Paradiesvögel nutzt derart exponierte Balzplätze. Sie lassen ihre Rufe von diesen Ansitzwarten am frühen Morgen für etwa eine Stunde hören.

### Nest, Gelege und Aufzucht der Jungvögel
Die Weibchen bauen allein das Nest, brüten allein und ziehen allein die Jungen auf. Sie brüten in napfförmigen Baumnester.
Die wenigen Nester, die bislang in freier Wildbahn gefunden wurden, befanden sich entweder in den Kronen von Schraubenbäumen oder Sagopalmen. Die Nistbäume standen unweit von Flussläufen. Das Gelege besteht im Regelfall aus nur einem einzelnen Ei, selten kommen auch Gelege mit zwei Eiern vor. Die Brutdauer beträgt 20 Tage. Der Nestling verbleibt nach dem Schlupf etwa 21 Tage im Nest.

## Lebenserwartung
Fadenparadiesvögel sind langlebige Vögel – Männchen wechseln erst in das adulte Gefieder, wenn sie bereits mehrere Jahre alt sind. Aus Gefangenschaftshaltung ist ein Weibchen bekannt, das noch im Alter von 23 Jahren brütete.

## Stellung innerhalb der Familie der Paradiesvögel

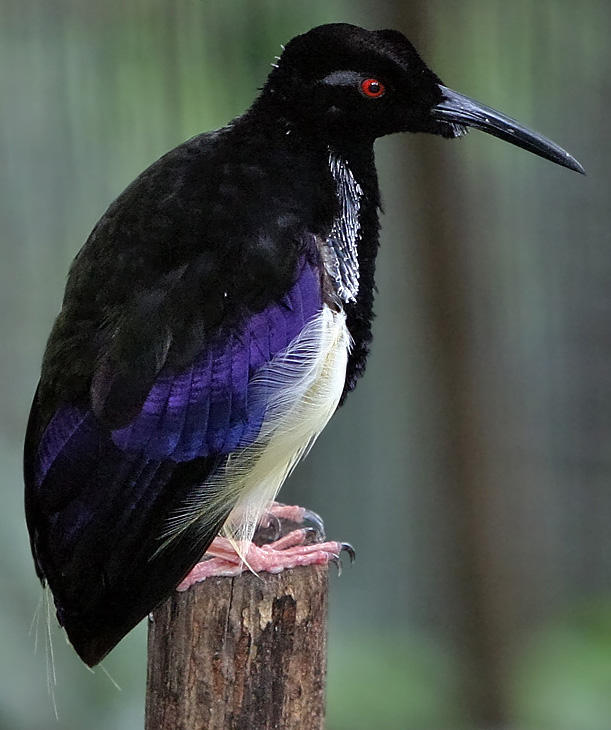
Männlicher Fadenparadiesvogel, gut erkennbar der violette Schimmer der Flügeldecken

Der Fadenparadiesvogel weist Charakteristiken auf, die auf eine verwandtschaftliche Nähe zu den Reifelvögeln und der Gattung der Eigentlichen Paradiesvögeln hinweist. Mit den Reifenvögeln teilt er Merkmale des Gefieders. Sowohl die Reifenvögel als auch der Fadenparadiesvogel haben blasse, hell korallenfarbene Beine und rote Augen. Die Zunge ist wie bei den Eigentlichen Paradiesvögeln lang und flexibel. Die Eier weisen die für Paradiesvögel typischen länglichen Flecken und Haarlinie auf und sind denen von Eigentlichen Paradiesvögeln und Reifelvögeln am ähnlichsten. Ähnlich wie die Eigentlichen Paradiesvögel hat der Fadenparadiesvogel verlängerte Flankenfedern. Sechs der Flankenfedern auf jeder Körperseite sind fadenförmig verlängert und entsprechen in ihrer Länge den Flankenfedern der Eigentlichen Paradiesvögel.

## Fadenparadiesvogel und Mensch

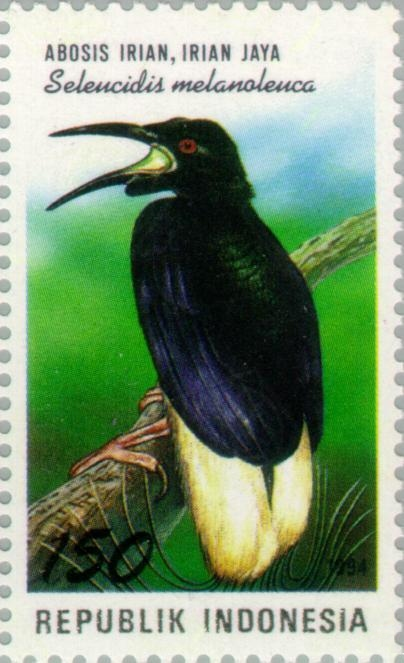
Indonesische Briefmarke mit Darstellung eines männlichen Fadenparadiesvogels

### Jagd
Die Federn einer Reihe von Paradiesvögeln werden von den indigenen Ethnien Neuguineas zu traditionellem Kopf- und Körperschmuck verarbeitet. Dieser Schmuck wird mit wenigen Ausnahmen ausschließlich von den Männern getragen. Bei der Verarbeitung zu solchem Schmuck werden auch die Federn und Bälge der männlichen Fadenparadiesvögel mit ihren seidenartig verlängerten Flankenfedern verwendet. Bei der Jagd wird unter anderem ausgenutzt, dass Fadenparadiesvögel traditionelle Ruheplätze haben.

### Haltung in Menschenobhut
Der erste lebende Fadenparadiesvogel, der nach Europa gebracht wurde, wurde vor 1881 dem italienischen König überreicht und überlebte in menschlicher Obhut mehrere Monate. Der Londoner Zoo erhielt 1881 ein Individuum, das für fast ein Jahr gepflegt werden konnte. Ein weiteres Individuum wurde mehr als 13 Jahre dem Publikum gezeigt. Ein von der New York Zoological Society zu Beginn des 20. Jahrhunderts gehaltener Fadenparadiesvogel lebte in Gefangenschaft 23 Jahre.
Der Fadenparadiesvogel wurde 1995 erstmals im Jurong Bird Park erfolgreich gezüchtet.

## Einzelbelege
1. 1 2 3  Clifford B. Frith, Bruce M. Beehler: The Birds of Paradise – Paradisaeidae. Oxford University Press, Oxford 1998, ISBN 0-19-854853-2, S. 427.
2. ↑  Twelve-wired Bird-of-paradise (Seleucidis melanoleucus). In: Handbook of the Birds of the World. aufgerufen am 30. August 2017.
3. 1 2 3  Clifford B. Frith, Bruce M. Beehler: The Birds of Paradise – Paradisaeidae. 1998, S. 428.
4. 1 2 3 4 5  Clifford B. Frith, Bruce M. Beehler: The Birds of Paradise – Paradisaeidae. 1998, S. 430.
5. 1 2 3 4  Clifford B. Frith, Bruce M. Beehler: The Birds of Paradise – Paradisaeidae. 1998, S. 438.
6. ↑  Clifford B. Frith, Bruce M. Beehler: The Birds of Paradise – Paradisaeidae. 1998, S. 432.
7. 1 2 3  Clifford B. Frith, Bruce M. Beehler: The Birds of Paradise – Paradisaeidae. 1998, S. 431.
8. 1 2  Clifford B. Frith, Bruce M. Beehler: The Birds of Paradise – Paradisaeidae. 1998, S. 437.
9. 1 2  Clifford B. Frith, Bruce M. Beehler: The Birds of Paradise – Paradisaeidae. 1998, S. 433.
10. ↑  Clifford B. Frith, Bruce M. Beehler: The Birds of Paradise – Paradisaeidae. 1998, S. 436.
11. ↑  W. Grummt, H. Strehlow (Hrsg.): Zootierhaltung Vögel. Verlag Harri Deutsch, Frankfurt am Main 2009, ISBN 978-3-8171-1636-2, S. 749.
12. ↑  W. Grummt, H. Strehlow (Hrsg.): Zootierhaltung Vögel. 2009, S. 754.